# Copa de Francia de Fútbol 1919-20
La Copa de Francia de Fútbol 1919-20, conocida también como Coupe Charles Drago 1919-1920, fue la tercera edición del torneo de copa de fútbol más importante de Francia organizado por la Federación Francesa de Fútbol y que contó con la participación de 114 equipos.
El CA Paris venció en la final al Le Havre AC para ser campeón del torneo por primera vez.

## Ronda Preliminar
| Local                          | Resultado | Visita                                        |
| Sport Club Montpelliérain      | 2-2       | Stade Olympique Montpelliérain (Ligue du Sud) |
| Replay                         |           |                                               |
| Stade Olympique Montpelliérain | 3-2       | Sport Club Montpelliérain                     |
| Stade Français                 | 6-2       | Paris Star                                    |
| Club Français                  | 7-2       | Championnet Sports                            |
| Légion Saint-Michel            | 2-1       | AS Amicale                                    |
| Gallia Club                    | 6-2       | VGA Saint-Maur                                |
| Enghien Sport                  | 8-1       | US de l'Est                                   |
| JA Saint-Ouen                  | 9-1       | Champagne sur Seine                           |
| AS La Garenne-Colombes         | 4-0       | Raincy Sport                                  |
| AS Cannes                      | 8-0       | Herculis de Monaco                            |
| AS Tourcoing                   | 7-0       | SC Tourcoing                                  |
| Olympique Lillois              | 2-0       | CASG Paris                                    |
| RC Calais                      | 0-0       | US Dunkerque-Malo                             |
| RC Roubaix                     | 6-2       | CA Paris                                      |
| US Boulogne                    | 2-0       | SCUF Paris                                    |
| Stade Roubaisien               | 11-2      | CA Roubaix                                    |
| FC Dieppe                      | 7-1       | US Quevilly                                   |
| Cadets de Bretagne             | 6-3       | Stade Briochin                                |
| US Servannaise                 | 4-2       | CS Rennais                                    |
| US Dinannais                   | 4-0       | Jeanne d'Arc de Saint-Servan                  |
| Stade Lavallois                | 4-1       | Tour d'Auvergne                               |
| Stade Rennais                  | 4-0       | Olympique de Paris                            |
| FC Levallois                   | 8-1       | Gallia Club II                                |

## Primera ronda
| Equipo 1            | Resultado  | Equipo 2               |
| ------------------- | ---------- | ---------------------- |
| Le Havre AC         | 2 - 1      | Stade Francais         |
| CA Paris            | 6 - 2      | CO Billancourt         |
| AS Cannes           | 0 - 0      | SC Marsiglia           |
| VGA Medoc           | 6 - 1      | SA Bordelais           |
| USA Clichy          | 4 - 1      | Etoile des Deux Lacs   |
| Red Star FC         | 8 - 0      | JA Levallois           |
| Olympique Lillois   | 7 - 0      | AFC Creil              |
| CASG Paris          | 12 - 0     | FC Paris               |
| FEC Levallois       | 2 - 0      | US Asnières            |
| US Saint-Malo       | w.o.       | AS Brestoise           |
| RC France           | 4 - 0      | AF La Garenne-Colombes |
| Stade Bordelais     | 4 - 0      | Stade Toulousain       |
| FC Rouen            | 1 - 0      | FC Dieppe              |
| Stade Rennais       | 9 - 0      | Stade Dinannais        |
| Olympique de Pantin | 8 - 1      | UA Chantier            |
| Gallia Club         | w.o.       | Club Francais          |
| SGPM Caen           | 2 - 1      | SM Caen                |
| US Romillone        | 2 - 0      | Stade Jean-Macé        |
| Olympique Marseille | 5 - 0      | FC Lyon                |
| Montpellier HSC     | Acreditado | FC Sète 34             |
| LB Chateauroux      | 5 - 1      | ES Tours               |
| AVS Auxerroise      | 7 - 2      | US Troyes              |
| AS Saint-Ouen       | 2 - 0      | Légion Saint-Michel    |
| AS Francaise        | w.o.       | Arago Sport Orleans    |
| Enghien Sport       | 2 - 1      | CA Vitry               |
| Cadets de Bretagne  | 3 - 2      | Stade Lavallois        |
| AS Strasburg        | 7 - 2      | FC Mulhouse            |
| SC Bastidienne      | 5 - 1      | JA Angoulême           |
| US Boulogne         | 2 - 1      | US Tourcoing           |
| CSJB Angers         | 3 - 2      | US Mans                |
| US Terreaux         | 1 - 0      | Lyon OU                |
| RC Roubaix          | 5 - 1      | Stade Roubaisien       |

### Replay
| Equipo 1     | Resultado | Equipo 2  |
| ------------ | --------- | --------- |
| SC Marsiglia | 0 - 4     | AS Cannes |

## Segunda ronda
| Equipo 1            | Resultado | Equipo 2            |
| ------------------- | --------- | ------------------- |
| Stade Bordelais     | 3 - 3     | SC Bastidienne      |
| Le Havre AC         | 6 - 0     | SGPM Caen           |
| CA Paris            | 8 - 0     | US Romillone        |
| AS Cannes           | 2 - 0     | Olympique Marseille |
| VGA Medoc           | 2 - 0     | Montpellier HSC     |
| USA Clichy          | 7 - 1     | LB Chateauroux      |
| Red Star FC         | 1 - 0     | JA Saint-Ouen       |
| Olympique Lillois   | 3 - 0     | AS Francaise        |
| CASG Paris          | 7 - 1     | AVS Auxerroise      |
| FEC Levallois       | 2 - 0     | Enghien Sport       |
| US Saint-Malo       | 2 - 1     | Cadets de Bretagne  |
| RC France           | 4 - 0     | AS Strasburg        |
| FC Rouen            | 1 - 0     | US Boulogne         |
| Stade Rennais       | 8 - 0     | CSJB Angers         |
| Olympique de Pantin | 7 - 1     | US Terreaux         |
| Gallia Club         | 2 - 1     | RC Roubaix          |
| VGA Medoc           | w.o.      | FC Sète 34          |

### Tercera ronda
| Equipo 1          | Resultado | Equipo 2            |
| ----------------- | --------- | ------------------- |
| Le Havre AC       | 2 - 1     | FEC Levallois       |
| CA Paris          | 3 - 2     | US Saint-Malo       |
| CASG Paris        | 5 - 0     | Gallia Club         |
| AS Cannes         | 1 - 0     | RC France           |
| VGA Medoc         | 3 - 0     | Stade Bordelais     |
| USA Clichy        | 1 - 0     | FC Rouen            |
| Red Star FC       | 3 - 1     | Stade Rennais       |
| Olympique Lillois | 2 - 1     | Olympique de Pantin |

## Cuartos de final
| Equipo 1    | Resultado     | Equipo 2          |
| ----------- | ------------- | ----------------- |
| Le Havre AC | 3 - 2         | USA Clichy        |
| CA Paris    | 1 - 1 (t. s.) | Red Star FC       |
| AS Cannes   | 2 - 1         | Olympique Lillois |
| VGA Medoc   | 3 - 0         | CASG Paris        |

#### Replay
| Equipo 1 | Resultado | Equipo 2    |
| -------- | --------- | ----------- |
| CA Paris | 2 - 0     | Red Star FC |

## Semifinales
| Equipo 1    | Resultado | Equipo 2  |
| ----------- | --------- | --------- |
| Le Havre AC | 2 - 0     | AS Cannes |
| CA Paris    | 2 - 1     | VGA Medoc |

## Final
| Equipo 1 | Resultado | Equipo 2    |
| -------- | --------- | ----------- |
| CA Paris | 2 - 1     | Le Havre AC |

## Campeón
|                                      |
| Bandera de París                     |
| Campeón invicto CA Paris 1.er título |